# Supernova de Kepler

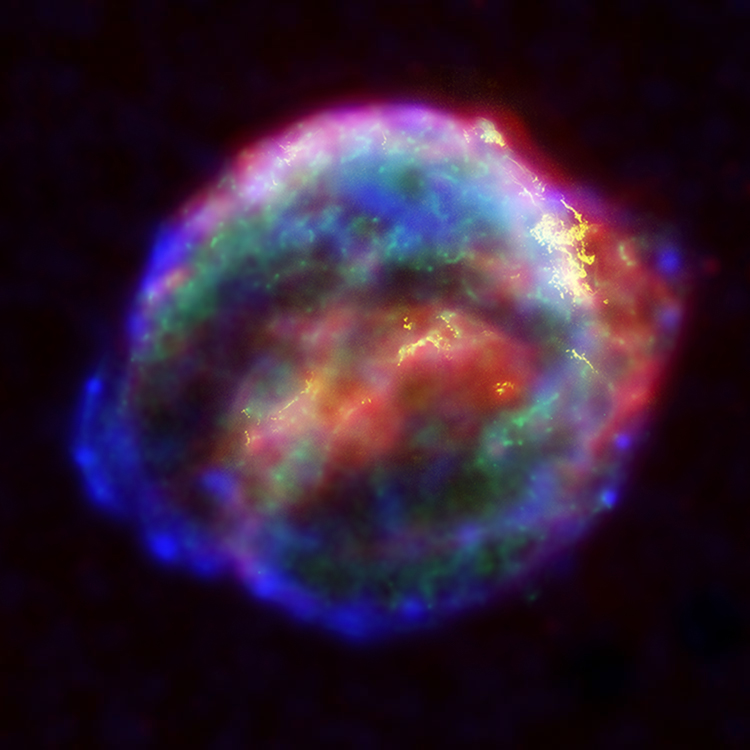
Supernova de Kepler

Supernova de Kepler ou SN 1604 é o termo usado para a supernova observada em 1604. Kepler não foi o seu primeiro observador, mas quem publicou os principais estudos sobre ela. A explosão ocorreu há 20 mil anos, e a sua luz chegou à Terra em 1604.
A supernova foi inicialmente observada no norte da Itália em 9 de outubro de 1604, e Kepler iniciou suas observações em 17 de outubro.

## Remanescente de supernova
As observações atuais mostram um remanescente de supernova no lugar onde estava esta estrela. A composição de imagem de raios X do Chandra (azul e verde), óptica do Telescópio Espacial Hubble (amarelo) e infravermelha do Telescópio Espacial Spitzer (vermelho) mostra uma nuvem de gás e poeira que possui 14 anos-luz de diâmetro e se expande a 2 mil quilômetros por segundo. A imagem óptica revela gás a 10 mil graus Celsius onde a onda de choque da supernova afeta as regiões mais densas de gás nas proximidades. A imagem infravermelha destaca partículas de poeira microscópica expelidas e aquecidas pela onda de choque da supernova. Os dados de raios X mostram regiões com gás a milhões de graus ou partículas de energia extremamente alta. Os raios X com energia maior (de cor azul) provêm principalmente das regiões imediatamente atrás da face de choque. Os raios X com energia menor (de cor verde) marcam a localização dos remanescentes quentes da estrela que explodiu.